# Pedro Afonso
Pedro Afonso este un oraș în Tocantins (TO), Brazilia.